# Хіросі Шіраї
Хіросі Шіраї (яп. 白井 寛, 31 липня 1937, Нагасакі — 9 жовтня 2024, Мілан)— видатний японський майстер карате стилю Шотокан, 10-й дан, який зробив значний внесок у розвиток традиційного карате в Італії та Європі загалом.

## Біографія
Хіросі Шіраї народився 31 липня 1937 року в Нагасакі, Японія. У 1955 році вступив до Університету Комадзава в Токіо, де почав вивчати географію. У 1956 році, після перегляду промоційного відео Японської асоціації карате (JKA), зацікавився карате і розпочав тренування під керівництвом таких майстрів, як Масатоші Накаяма, Хідетака Нішіяма, Тайджі Касе та Мотокуні Сугюра.
У 1957 році отримав 1-й дан, у 1959 — 2-й дан, а в 1961 — 3-й дан і став інструктором JKA. У 1962 році здобув перемогу в обох дисциплінах — ката та куміте — на чемпіонаті JKA, отримавши титул «Гранд-чемпіона». У 1964 році отримав 5-й дан.
У 1965 році разом з іншими майстрами, такими як Тайджі Касе, Хірокадзу Канаґава та Кейносуке Еноеда, вирушив у світове турне для популяризації карате, відвідавши Європу, Південну Африку та США. У листопаді того ж року оселився в Мілані, Італія, де почав активно розвивати карате.

## Внесок у розвиток карате
Заснування організацій
У 1966 році заснував Італійську асоціацію карате (AIK). У 1970 році створив Федерацію спортивного карате Італії (FESIKA). У 1979 році заснував Інститут Шотокан Італія (ISI), а в 1989 році разом з іншими майстрами заснував Федерацію традиційного карате Італії та суміжних дисциплін (FIKTA), технічним директором якої залишався до кінця життя.
Розробка Гошін-до
Шіраї також розробив програму самозахисту «Гошін-до», яка підкреслює практичне застосування технік карате в реальних ситуаціях. Ця програма стала важливою частиною його навчального підходу і була впроваджена в багатьох клубах по всій Італії.

## Госіндо
Шірай вважав, що аспект самооборони (госіндо) в карате Шотокан занадто сильно віддаляється від куміте та ката . Хоча спочатку він займався карате для самооборони, протягом кількох років він зосередився на куміте, поки не переїхав до Європи. Він знову почав зосереджуватися на самообороні та її включенні в практику карате Шотокан.
Протягом останніх років своєї діяльності Шірай давав спеціальні виступи, орієнтовані на госіндо, в Європі, часто разом із Клаудіо Черуті, Массімо Абате та Анджело Торре

## Учні
Серед відомих учнів Хіросі Шіраї:
- Карло Фугацца
- Ефіміос Караміцос
- Піно Престі

Багато з його учнів стали відомими майстрами та тренерами, які продовжили поширювати філософію та техніку Шотокан карате в усьому світі.

## Смерть
Хіросі Шіраї помер 9 жовтня 2024 року у Мілані у віці 87 років. Його внесок у розвиток карате був визнаний у всьому світі, і його смерть стала великою втратою для міжнародної спільноти карате.